# Maurice Boisvert
Pour l’article homonyme, voir Boisvert.
Maurice Boisvert (18 février 1897-23 février 1988) est un avocat et homme politique fédéral du Québec.

## Biographie
Né à Pierreville dans la région du Centre-du-Québec, M. Boisvert devint député du Parti libéral du Canada dans la circonscription fédérale de Nicolet—Yamaska après avoir défait le député progressiste-conservateur nouvellement élu, Renaud Chapdelaine, en 1949. Réélu en 1953, il ne se représenta pas en 1957.

## Archives
Il y a un fonds Maurice Boisvert à Bibliothèque et Archives Canada. Le numéro de référence archivistique est R7644. 